# Баффи — истребительница вампиров (сезон 4)
Четвёртый сезон американского телесериала «Баффи — истребительница вампиров» вышел в эфир 5 октября 1999 года и завершился 22-м эпизодом 23 мая 2000 года.

## Сюжет
Баффи, Уиллоу и Оз поступают в колледж, где сталкиваются со всеми проблемами первокурсников. Баффи особенно не повезло с соседкой по комнате, которая впоследствии оказалась злобным демоном. Вскоре эта проблема была решена и соседкой Баффи стала Уиллоу. Баффи пытается вести нормальную личную жизнь, знакомится с парнем, вскоре проводит с ним ночь. Но он лишь хотел переспать с ней, а Баффи потом переживала по этому поводу, как и любая девчонка. Джайлз не спешит искать себе новую работу, его вполне устраивает жить в своей квартире, куда часто заходит его давняя подруга. Хоть он уже и не является Наблюдателем Баффи, он всё же помогает друзьям и они собираются на совещания у него. Ксандер не поступил в колледж, он подрабатывает в разных местах, живёт в подвале дома его родителей, потому что постоянно ссорится с мамой. Аня вернулась и резко предложила ему встречаться, и он не смог отказать её слишком напористой позиции.
Позднее Баффи знакомится с очаровательным старшекурсником Райли Финном (Марк Блукас), работающим, как позже выясняется, на некую организацию под названием «Инициатива», цель которой — уничтожение демонов и другой нечисти. Организацию возглавляла Профессор Мэгги Уолш, которая также преподавала психологию в университете, а Райли и другие из их отряда были под прикрытием помощников Профессора, они жили как и студенты в общежитии, под которым и находилась «Инициатива». Райли начинает проявлять симпатии к Баффи и даже обращается за помощью по знакомству к её подруге Уиллоу. Постепенно их отношения начинают перерастать в роман, но Баффи поначалу не хотела этих отношений, потому что их занятия очень опасны и к добру не приведут, но после совместного сражения с демонами, Баффи всё же делает шаг навстречу их любви.
В «Инициативе» Профессор Мэгги Уолш создала нечто с огромной силой наподобие демона, человека и робота — Адама, который впоследствии убил её саму и планировал создать армию таких же убийц-демонов, как и он сам. Баффи признается Райли в том, что она — Истребительница, он рассказывает об этом своей начальнице и Баффи принимают в «Инициативу», но когда Баффи слишком близко подходит к разгадке тайного проекта, Уолш пытается её убить. После этого Райли переходит на сторону Баффи и её друзей.
Немаловажную роль играет и появление в Саннидейле Спайка с новой подружкой Хармони, которая раньше была одноклассницей Баффи и друзей. Он хочет добыть перстень, дающий вампирам огромную силу и защищающий от всего, что причиняет им вред. Но Баффи отобрала у Спайка этот перстень и попросила Оза передать его Ангелу в Лос-Анджелесе. Позднее организация «Инициатива» вставила Спайку чип, не позволяющий ему причинять вред кому-либо. Он даже жил у сначала у Джайлза, а потом у Ксандера. Но когда узнал, что может бить демонов, то решает уйти в свой личный склеп. Спайк ведёт двойную игру в надежде на то, что Адам поможет ему избавиться от чипа, но в конце он встаёт на сторону друзей.
Подруга Баффи, Уиллоу, продолжает заниматься магией. Она переживает тяжёлые времена. У её парня Оза появляется влечение к Веруке, девушке из рок-группы. Позже выяснилось, что она — тоже оборотень, как и Оз, но она более жестокая и не считает нужным запирать себя в клетке. Однажды Уиллоу обнаружила их вместе и очень расстроилась. Превратившись в полнолуние в оборотней, Оз и эта девушка дерутся, что приводит к её смерти. А Оз решает уехать из Саннидейла, чтобы разобраться в себе. Позже Уиллоу, сблизившись со второкурсницей Тарой Маклей (Эмбер Бенсон), которая также занимается магией, обнаруживает, что ее привлекают девушки.
В этом сезоне Фэйт выходит из комы, её сознание остановилось на моменте перед входом в кому и она не лишилась своей жестокости, она хочет отомстить Баффи. За Фэйт гоняется и полиция, и «группа зачистки» Совета наблюдателей. Мэр перед Восхождением оставил для Фэйт подарок: предмет в виде костета, который поменял Баффи и Фэйт телами, когда они схватили друг друга. Баффи в теле Фэйт забирает полиция, а затем «группа зачистки» Совета наблюдателей, которым было приказано её убить, но Баффи удалось сбежать. В это время Фэйт живёт в теле Баффи и жизнью Баффи, хотя друзья замечают что-то странное в её поведении, а подруга Уиллоу, Тара, которая обладает сильными магическими способностями, увидела, что в теле Баффи находится не его хозяин, она помогает Уиллоу увидеть то же самое, и они создают нечто, что вернет их в свои тела. Баффи приходит к Джайлзу, рассказывает, что случилось, и они отправляются в церковь, где вампиры взяли заложников. Туда же пошла и Фэйт, частица доброго в ней заставила её пойти и спасти людей. Они с Баффи встречаются, дерутся, и, схватившись за руки, возвращаются в свои тела. Фэйт убегает и уезжает из Саннидейла, как позже выясняется в Лос-Анджелес к Ангелу.
После всего того, что Адам натворил, друзья решают окончательно покончить с ним. Они пробираются в «Инициативу» и одолевают его. Интересным было заклинание, с помощью которого друзья объединили все свои силы и отдали их Баффи, она стала неуязвимой, могла останавливать пули, а ракеты превращать в голубей. С таким могуществом Баффи удалось лишить Адама источника своей энергии, что убило его. Но заклинание забрало у друзей много сил и теперь им всем нужно немного отдохнуть. «Инициатива» была закрыта по решению руководства о том, что проекты были утопичны.

## В ролях

### Основной состав
- Сара Мишель Геллар — Баффи Саммерс
- Николас Брендон — Александер «Ксандер» Харрис
- Элисон Ханниган — Уиллоу Розенберг
- Энтони Стюарт Хэд — Руперт Джайлз
- Эмма Коулфилд — Аня Дженкинс
- Марк Блукас — Райли Финн
- Сет Грин — Дэниэл «Оз» Озборн
- Джеймс Марстерс — Уильям «Спайк» Кровавый

### Приглашённые звёзды
- Эмбер Бенсон — Тара Маклей (12 эпизодов)
- Леонард Робертс — Форрест Гейтс (12 эпизодов)
- Бэйли Чейз — Грэм Миллер (10 эпизодов)
- Линдсей Краус — Мэгги Уолш (9 эпизодов)
- Джордж Хэтцберг — Адам (9 эпизодов)
- Адам Кауфман — Паркер Абрамс (5 эпизодов)
- Кристин Сазерленд — Джойс Саммерс (5 эпизодов)
- Мерседес Макнаб — Хармони Кендалл (4 эпизода)
- Пэйдж Мосс — Верука (3 эпизода)
- Конор О'Фаррелл — Полковник МакНамара (3 эпизода)
- Фина Орух — Оливия (3 эпизода)
- Джек Стелин — Доктор Энглмен (3 эпзиода)
- Дэвид Борианаз — Ангел (2 эпизода)
- Элайза Душку — Фэйт (2 эпизода)
- Дагни Керр — Кэти Ньюман (2 эпизода)
- Элизабет Энн Аллен — Эми Медисон (1 эпизод)
- Итан Эриксон — Перси Уэст (1 эпизод)
- Шерон Фергюсон — Первая истребительница (1 эпизод)
- Гарри Гройнер — Мэр Ричард Уилкинс (1 эпизод)
- Саверио Герра — Стукач Вилли (1 эпизод)
- Джейсон Холл — Девон МакЛиш (1 эпизод)
- Робин Сачз — Итан Рейн (1 эпизод)
- Армин Шимерман — Директор Снайдер (1 эпизод)
- Дэнни Стронг — Джонатан Левинсон (1 эпизод)
- Энди Амбергер — Д’Хоффрин (1 эпизод)

## Эпизоды
| № общий | № в сезоне | Название                                                   | Режиссёр          | Автор сценария                              | Дата премьеры   | Произв. код | Зрители в США (млн) |
| --- | ---------- | ---------------------------------------------------------- | ----------------- | ------------------------------------------- | --------------- | ----------- | ------------------- |
| 57 | 1          | «Первокурсница» «The Freshman»                             | Джосс Уидон       | Джосс Уидон                                 | 5 октября 1999  | 4ABB01      | N/A                 |
| Время летит незаметно, и вот Баффи вместе с Уиллоу и Озом уже поступает в Университет Саннидэйла. Уиллоу полна энтузиазма по поводу предстоящей учёбы, в то время как Баффи испытает эмоциональные проблемы, связанные со сменой привычной обстановки — ведь теперь Истребительница будет жить в студенческом городке и ей придётся заводить себе новых друзей. После своего летнего дорожного путешествия в Саннидэйл возвращается Ксандер, а Джайлз уже несколько месяцев наслаждается беззаботной жизнью безработного человека. Вскоре Баффи узнаёт о таинственных исчезновениях первокурсников из кампуса. За этим может стоять шайка местных вампиров под предводительством блондинки-вампирессы, и Истребительница понимает, что даже в университете для неё найдётся много работы. |            |                                                            |                   |                                             |                 |             |                     |
| 58 | 2          | «Условия проживания» «Living Conditions»                   | Дэвид Гроссман    | Марти Ноксон                                | 12 октября 1999 | 4ABB02      | N/A                 |
| Для Истребительницы наступают трудные времена, когда у неё появляется проблема во взаимоотношениях со своей соседкой по комнате Кэти. Постепенно Баффи начинает с большим подозрением относиться к новой знакомой, а в студенческом городке появляются два загадочных демона с зелёными глазами. Уиллоу испытывает похожие проблемы с соседями, но она искренне радуется за Баффи, когда та знакомится с привлекательным студентом Паркером Эйбрамсом. Однако вскоре друзья начинают очень сильно беспокоиться за Истребительницу, которая постепенно становится всё более мнительной. Баффи кажется, что её соседка по комнате на самом деле является настоящим демоном, но Джайлз уверен, что именно Баффи стала одержима духом злобного существа. Пока он пытается найти ответы на вопросы, Истребительнице удаётся сбежать из-под опеки своих друзей, чтобы свести счёты со своей соседкой по комнате. |            |                                                            |                   |                                             |                 |             |                     |
| 59 | 3          | «Резкий свет дня» «The Harsh Light of Day»                 | Джеймс А. Контнер | Джейн Эспенсон                              | 19 октября 1999 | 4ABB03      | N/A                 |
| Баффи наслаждается своими романтическими отношениями с Паркером, когда неожиданно сталкивается со своим давним врагом. Спайк снова возвратился в Саннидэйл, но на этот раз он занимается поисками мифического Камня Амара, дарующего любому вампиру абсолютную неуязвимость. Тем временем Уиллоу встречается со своей бывшей одноклассницей Хармони и вскоре выясняет, что та превратилась в вампира. Пока Джайлз вместе с Ксандером, Уиллоу и Озом пытаются определить местонахождение Камня Амара раньше Спайка, Баффи предстоит узнать горькую правду о поступках Паркера. Однако у Истребительницы не остаётся времени на сожаления — она сталкивается со Спайком при ярком свете солнечного дня. Вампир стал абсолютно неуязвим, и теперь он полон решимости отомстить всем своим врагам. |            |                                                            |                   |                                             |                 |             |                     |
| 60 | 4          | «Страх, собственной персоной» «Fear, Itself»               | Такер Гейтс       | Дэвид Фьюри                                 | 26 октября 1999 | 4ABB04      | N/A                 |
| В студенческом городке Саннидэйла заканчиваются приготовления к празднованию Хэллоуина. Баффи находится в подавленном настроении из-за своего разрыва с Паркером, поэтому она не хочет веселиться вместе со своими друзьями в праздничную ночь. Но вскоре Истребительница меняет своё решение и отправляется вместе с Ксандером, Уиллоу и Озом на шумную вечеринку. Ребята ещё не догадываются о том, что вскоре им предстоит оказаться в настоящем доме с привидениями и сразиться с ужасным демоном, питающимся человеческими страхами. В то время как Баффи, Уиллоу, Ксандер и Оз лицом к лицу сталкиваются со своими сокровенными переживаниями, Джайлзу и Ане предстоит вызволить друзей из дома, у которого внезапно исчезли все окна и двери. |            |                                                            |                   |                                             |                 |             |                     |
| 61 | 5          | «Плохое пиво» «Beer Bad»                                   | Дэвид Соломон     | Трейси Форбс                                | 2 ноября 1999   | 4ABB05      | N/A                 |
| Ксандер устраивается барменом в один из баров студенческого городка, а Баффи продолжает надеяться на возвращение Паркера. Вскоре она сталкивается с четырьмя студентами в баре, которые предлагают девушке поделиться своими проблемами за кружкой пива. Тем временем Уиллоу приходится испытать неприятные чувства, когда она замечает неподдельный интерес Оза к новой певице по имени Верука. Вскоре Ксандер обнаруживает, что четверо студентов превратились в настоящих пещерных людей. Всему виной стало пиво и Ксандер понимает, что Истребительница также может превратиться в доисторического человека. Пока Уиллоу пытается понять мотивы странного поведения Паркера, Ксандер и Джайлз спешат найти Баффи, которую также не обошло стороной пагубное влияние пива. Однако «пещерной» Истребительнице придётся повиноваться своим инстинктам, когда жизнь Паркера и её лучшей подруги подвергается смертельной опасности со стороны оставшихся неандертальцев. |            |                                                            |                   |                                             |                 |             |                     |
| 62 | 6          | «Дикий сердцем» «Wild at Heart»                            | Дэвид Гроссман    | Марти Ноксон                                | 9 ноября 1999   | 4ABB06      | N/A                 |
| Приближается очередное полнолуние, которое полностью изменит жизни Уиллоу и Оза. Баффи приходится подбадривать свою лучшую подругу, когда она замечает неподдельный интерес Оза к Веруке. В первую ночь перед полнолунием на профессора Мэгги Уолш нападают две «дикие собаки», из чего Истребительница делает вывод, что в городе появился ещё один оборотень. Тем временем Оз узнаёт причину своей неодолимой тяги к Веруке — эта девушка также оказывается оборотнем, но в отличие от него она наслаждается животной страстью зверя, сидящего внутри неё. Вскоре Уиллоу приходится испытать потрясение — она узнаёт о странной связи Оза и Веруки. Ситуация выходит из-под контроля, когда Уиллоу становится невольным свидетелем кровавой схватки двух оборотней, а Баффи сталкивается с одним из таинственных солдат, которым удалось захватить в плен Спайка. После полнолуния Озу предстоит принять самое ответственное и непростое решение в своей жизни. |            |                                                            |                   |                                             |                 |             |                     |
| 63 | 7          | «Инициатива» «The Initiative»                              | Джеймс А. Контнер | Дуглас Петри                                | 16 ноября 1999  | 4ABB07      | N/A                 |
| Уиллоу продолжает страдать из-за отъезда Оза, а Райли начинает осознавать, что ему нравится Баффи. Тем временем Спайку удаётся сбежать из подземной лаборатории секретного правительственного проекта под кодовым названием «Инициатива». Здесь проводятся различные эксперименты над вампирами и демонами, которыми руководит профессор Мэгги Уолш. По следу сбежавшего вампира отправляется отряд натренированных солдат под командованием лучшего агента «Инициативы» — Райли Финна. Спайк собирается убить Истребительницу вампиров, но обстоятельства складываются иначе, и его очередной жертвой становится Уиллоу. Пока Баффи сражается с солдатами Райли, изумлённый Спайк обнаруживает, что пребывание в подземной лаборатории «Инициативы» не прошло для него бесследно. |            |                                                            |                   |                                             |                 |             |                     |
| 64 | 8          | «Страдания» «Pangs»                                        | Майкл Лэнг        | Джейн Эспенсон                              | 23 ноября 1999  | 4ABB08      | N/A                 |
| В канун Дня Благодарения Ксандер случайно обнаруживает погребённую под землёй церковь, разрушенную во время землетрясения 1812 года. Он не догадывается, что тем самым освободил могущественного Хуса — Духа Отомщения племени шумашей, призванного отомстить за истребление своего народа, поскольку шумаши являлись коренными жителями земли, на которой был построен Саннидэйл. Баффи решает устроить для своих друзей праздничный ужин в честь Дня Благодарения, но одновременно с этим ей приходится расследовать жестокие убийства, совершённые Хусом. Отчаявшийся Спайк начинает страдать от голода, и он решает прибегнуть к последнему средству — вампир просит Истребительницу о помощи в обмен на информацию о таинственных солдатах. Тем временем в Саннидэйле появляется Энджел, который тайно оберегает Баффи от грозящей ей смертельной опасности. |            |                                                            |                   |                                             |                 |             |                     |
| 65 | 9          | «Нечто синее» «Something Blue»                             | Ник Марк          | Трейси Форбс                                | 30 ноября 1999  | 4ABB09      | N/A                 |
| Наступает время, когда всем друзьям Уиллоу приходится испытать на себе последствия её затянувшейся депрессии. Узнав о том, что Оз не собирается возвращаться в Саннидэйл, расстроенная Уиллоу создаёт заклятье, которое должно исполнить любое её желание. Однако её силы слишком расфокусированы, поэтому эффект заклятья оказывается непредсказуемым: у Джайлза внезапно начинает ухудшаться зрение, Ксандера повсюду преследуют демоны, а между Баффи и Спайком происходит невероятное — они собираются пожениться! Вскоре Уиллоу попадает в мир Арашмахар, где демон Д'Хоффрин предлагает ей стать новым Демоном Мести. Девушка понимает, что от её ответа напрямую будут зависеть жизни близких друзей, и она делает свой выбор. |            |                                                            |                   |                                             |                 |             |                     |
| 66 | 10         | «Тишина» «Hush»                                            | Джосс Уидон       | Джосс Уидон                                 | 14 декабря 1999 | 4ABB10      | N/A                 |
| В Саннидэйле устанавливается зловещая тишина, когда все его жители странным образом лишаются дара речи. Вскоре город впадает в отчаяние — по ночам начинают происходить жестокие убийства, жертвы которых не имеют возможности даже закричать. Пока солдаты «Инициативы» во главе с Райли пытаются незаметно поддерживать порядок в Саннидэйле, Джайлз догадывается о том, кто может стоять за кровавыми убийствами. Баффи должна найти и уничтожить Джентльменов — загадочных сказочных монстров, которые похитили голоса всех жителей и теперь охотятся за семью человеческими сердцами. В то время как Уиллоу знакомится с девушкой, также увлекающейся магией, Баффи и Райли сталкиваются друг с другом во время схватки с Джентльменами. Истребительница вампиров и солдат «Инициативы» невольно раскрывают самые охраняемые секреты друга друга. |            |                                                            |                   |                                             |                 |             |                     |
| 67 | 11         | «Обречённые» «Doomed»                                      | Джеймс А. Контнер | Марти Ноксон и Дэвид Фьюри и Джейн Эспенсон | 18 января 2000  | 4ABB11      | 5.4                 |
| Узнав, что Райли является одним из загадочных солдат, Баффи решает заново обдумать все последствия отношений с ним. Когда в Саннидэйле происходит очередное землетрясение, Истребительница чувствует приближение беды. Её подозрения усиливаются, когда в общежитии испуганная Уиллоу обнаруживает окровавленное тело студента. Тем временем Спайк собирается покончить с собой, не в силах больше выносить свою беспомощность. Вампир ещё не знает, что вскоре ему выпадет шанс высвободить свою агрессию. Джайлз рассказывает Баффи, Уиллоу и Ксандеру, что за убийством стоят демоны Вахралл, которые собираются снова раскрыть Чёртову Пасть, совершив жертвоприношение. Чтобы остановить очередной Апокалипсис Истребительнице и её друзьям придётся возвратиться в место, откуда начались их приключения — разрушенную школу Саннидэйла. В то время как Баффи принимает окончательное решение относительно Райли, Спайк с восторгом обнаруживает, что он может причинять боль демонам. |            |                                                            |                   |                                             |                 |             |                     |
| 68 | 12         | «Новый человек» «A New Man»                                | Майкл Гершман     | Джейн Эспенсон                              | 25 января 2000  | 4ABB12      | N/A                 |
| Джайлз чувствует себя оскорблённым, самым последним узнав о том, что Баффи встречается с одним из таинственных солдат. Мэгги Уолш рассказывает Баффи о своём проекте, а Джайлзу приходится признать тот факт, что «Инициатива» не хуже него может сражаться с демонами. Ситуация становится ещё более запутанной, когда Джайлз сталкивается со своим давним недругом Итаном Рейном и узнаёт о загадочном номере «3-14», которого страшатся все обитатели «тёмных миров». Но самое ужасное происходит на следующее утро — Джайлз неожиданно превращается в отвратительного демона, который не может разговаривать на человеческом языке. Ничего не подозревающая Истребительница начинает охоту за новым демоном, а тем временем Джайлз выясняет, что его речь понимает только Спайк. Собираясь отомстить Итану, он просит вампира о помощи. |            |                                                            |                   |                                             |                 |             |                     |
| 69 | 13         | «Я в команде» «The I in Team»                              | Джеймс А. Контнер | Дэвид Фьюри                                 | 8 февраля 2000  | 4ABB13      | N/A                 |
| Наступает время, когда Баффи всё же получает доступ в штаб-квартиру «Инициативы». Истребительница соглашается сотрудничать с Мэгги Уолш, но в первые же дни пребывания в подземном комплексе начинает задавать слишком много вопросов. Спайк снова убеждается в том, что ему небезопасно находиться в Саннидэйле — солдатам «Инициативы» удалось пометить вампира специальным маячком, и чтобы вытащить его Спайк с неохотой обращается за помощью к Джайлзу. Тем временем, продолжая работу над своим секретным проектом в лаборатории 314, профессор Уолш решает избавиться от Истребительницы вампиров, которую она считает угрозой для своей работы. Ничего не подозревающая Баффи отправляется прямиком в подстроенную ловушку, в то время как Райли вместе с Форрестом и Грэмом пытаются определить местонахождение заключённого №17. Райли ещё не догадывается, что вскоре ему предстоит принять сложное для себя решение, а тем временем в лаборатории 314 происходит убийство — ужасное творение профессора Мэгги Уолш по имени Адам приходит в себя после длительного сна и убивает свою создательницу. |            |                                                            |                   |                                             |                 |             |                     |
| 70 | 14         | «Прощай, Айова» «Goodbye Iowa»                             | Дэвид Соломон     | Марти Ноксон                                | 15 февраля 2000 | 4ABB14      | N/A                 |
| Баффи рассказывает своим друзьям о покушении, которое устроила на неё профессор Уолш. Тем временем чудовищное творение Мэгги выходит на поверхность и его первой жертвой становится маленький мальчик. В «Инициативе» доктор Энгелман обнаруживает тело профессора Уолш и получает приказ из Вашингтона прекратить любые операции до прибытия группы военных следователей. Вопреки приказу Райли вместе с остальными начинает самостоятельное расследование убийства своей наставницы. Пока Баффи пытается найти убийцу мальчика, Спайку приходится пережить неприятные минуты когда его избивает группа демонов, недовольных тем, что вампир начал убивать себе подобных. Баффи вместе с Ксандером проникают в штаб-квартиру «Инициативы» в надежде выяснить причины странной болезни, поразившей Райли. Они получают ответы на свои вопросы от Адама — биомеханического демоноида, сконструированного Мэгги Уолш и доктором Энгелманом в лаборатории 314. |            |                                                            |                   |                                             |                 |             |                     |
| 71 | 15         | «Девушка года (Часть 1)» «This Year's Girl (Part 1)»       | Майкл Гершман     | Дуглас Петри                                | 22 февраля 2000 | 4ABB15      | N/A                 |
| Баффи вместе с Уиллоу и Ксандером находит тело очередного демона, зверски убитого Адамом. В «Инициативе» обостряются отношения между Райли и его лучшими друзьями — Форрестом и Грэмом. Райли больше не хочет никому доверять. Он возвращается к Баффи и её друзьям, которые уже начали готовить план по его спасению. Тем временем в заброшенном крыле городской больницы в сознание приходит Фэйт — Истребительница-ренегат, впавшая в кому после своей последней битвы с Баффи. Девушка с горечью понимает, что мир вокруг неё изменился. Пока Баффи, Уиллоу, Ксандер и Джайлз пытаются разыскать падшую Истребительницу, в руки Фэйт попадает прощальный подарок мэра Ричарда Уилкинса III. С помощью загадочного устройства Фэйт решает отомстить Баффи, и для этого она берёт Джойс Саммерс в заложники. В это же время в Саннидэйле появляются три таинственных англичанина, которые наносят неожиданный визит Руперту Джайлзу. |            |                                                            |                   |                                             |                 |             |                     |
| 72 | 16         | «Кто ты? (Часть 2)» «Who Are You (Part 2)»                 | Джосс Уидон       | Джосс Уидон                                 | 29 февраля 2000 | 4ABB16      | N/A                 |
| При помощи магии Фэйт смогла поменяться телами с ничего не подозревающей Баффи. После этого она наслаждается новой жизнью в новом теле, в то время как Баффи собираются посадить в тюрьму. Однако на пути полицейских появляются три человека из группы захвата, работающей на Совет Наблюдателей. Они похищают Баффи с целью переправить Истребительницу-ренегата в Англию, чтобы она предстала перед Советом. Тем временем Фэйт начинает разрабатывать план своей мести друзьям Баффи. После того как Уиллоу познакомила её со своей лучшей подругой, Тара выражает своё сомнение в том, что это настоящая Баффи. Стечение обстоятельств приводит к тому, что Фэйт и Баффи снова сталкиваются друг с другом. Они должны ответить на вопрос: кто же они есть на самом деле, но Баффи ещё не догадывается, что перед своим побегом Фэйт нанесла серьёзный ущерб её отношениям с Райли. |            |                                                            |                   |                                             |                 |             |                     |
| 73 | 17         | «Суперзвезда» «Superstar»                                  | Дэвид Гроссман    | Джейн Эспенсон                              | 4 апреля 2000   | 4ABB17      | N/A                 |
| Жизнь в Саннидэйле продолжается в своём обычном ритме. Баффи и Райли пытаются наладить свои отношения после исчезновения Фэйт, а в городе появляется новый демон, нападающий на беззащитных людей. Но никто не беспокоится об этом — ведь у Саннидэйла есть свой защитник и покровитель. Он — самая популярная и узнаваемая личность в городе. Он — кумир всех девушек и самый красивый парень. Он — воин, чья сила намного превосходит силу Истребительницы вампиров. Кто же он? Дамы и господа, позвольте представить вам Джонатана Левинсона! Тихий и скромный парнишка возвращается, чтобы стать настоящей суперзвездой. Но после того как жертвой демона становится Тара, Баффи и её друзьям предстоит взглянуть на своего бывшего одноклассника в ином ракурсе. Они догадываются, что появившийся в городе демон неким образом связан с их кумиром. Вскоре всех ждёт большое потрясение, когда становится известен секрет невероятной популярности Джонатана. |            |                                                            |                   |                                             |                 |             |                     |
| 74 | 18         | «Там, где дикие вещи творятся» «Where the Wild Things Are» | Дэвид Соломон     | Трейси Форбс                                | 25 апреля 2000  | 4ABB18      | N/A                 |
| Райли хочет дать своим солдатам небольшую передышку и собирается устроить вечеринку в общежитии Лоуэлл. Баффи узнаёт о том, что Адам собирает вокруг себя различных демонов и вампиров. В то же самое время друзья замечают повышенное внимание Баффи и Райли друг к другу. На вечеринке Ксандер, Уиллоу, Тара и Аня становятся свидетелями непонятных и зловещих событий. Таинственная сила не даёт им пройти в комнату к уединившимся Баффи и Райли. При помощи Джайлза друзья выясняют, что за полтергейстом стоят призраки детей из 60-х годов, которые в прошлом подвергались жестоким наказаниям в детском доме Лоуэлл. Чтобы спасти от смерти Баффи и Райли, страстью которых подпитывается полтергейст, Ксандеру и Ане необходимо пробиться сквозь самые настоящие джунгли, опутавшие общежитие изнутри. |            |                                                            |                   |                                             |                 |             |                     |
| 75 | 19         | «Восход молодой Луны» «The New Moon Rising»                | Джеймс А. Контнер | Марти Ноксон                                | 2 мая 2000      | 4ABB19      | N/A                 |
| Для Уиллоу наступает мучительное время выбора, когда в Саннидэйл возвращается Оз. Путешествуя по миру, ему удалось научиться контролировать зверя внутри себя и теперь он надеется вернуться к своей прежней жизни. Баффи замечает замешательство своей подруги и Уиллоу решает рассказать ей о своих чувствах к Таре. Адам встречается со Спайком, предлагая ему сделку, ценой которой может стать извлечение чипа из головы вампира. Тем временем Озу становится известно о необычных взаимоотношениях Уиллоу и Тары. Не в силах сдержать свой гнев, он превращается в зверя и вскоре попадает в руки «Инициативы». События начинают развиваться стремительно: Райли попадает под арест за попытку помочь Озу, а Баффи вместе с Ксандером, Спайком и Уиллоу проникает в штаб-квартиру «Инициативы» и берёт в заложники полковника МакНамара. Освобождённому Озу и Уиллоу предстоит очень непростой разговор, в то время как Баффи укрывает Райли в развалинах школы Саннидэйла. |            |                                                            |                   |                                             |                 |             |                     |
| 76 | 20         | «Фактор Йоко (Часть 1)» «The Yoko Factor (Part 1)»         | Дэвид Гроссман    | Дуглас Петри                                | 9 мая 2000      | 4ABB20      | N/A                 |
| Ожидая возвращения Баффи из Лос-Анджелеса, Райли с удивлением узнаёт от Ксандера подробности её романа с Энджелом. Адам просит Спайка отделить Истребительницу от её друзей, и, являясь большим экспертом в области подобных интриг, Спайк разрабатывает блестящий план. Тем временем вслед за Баффи в Саннидэйл возвращается Энджел, который желает извиниться за своё поведение в Лос-Анджелесе. Однако перед встречей со своей бывшей возлюбленной вампир сталкивается с Райли Финном. Райли подозревает Энджела в нападении на отряд его бывших солдат и только Баффи может рассудить свою прошлую и настоящую любовь, но до этого момента она становится беспомощной свидетельницей гибели Форреста от рук Адама. В это время Спайк с удовлетворением замечает, что его план приведён в действие: между Уиллоу, Ксандером, Баффи и Джайлзом возникают серьёзные разногласия. Разочаровавшись в своих друзьях, Истребительница решает убить Адама в одиночку. |            |                                                            |                   |                                             |                 |             |                     |
| 77 | 21         | «Изначальность (Часть 2)» «Primeval (Part 2)»              | Джеймс А. Контнер | Дэвид Фьюри                                 | 16 мая 2000     | 4ABB21      | N/A                 |
| Управляя «модификатором поведения», вживлённым в грудь Райли, Адам приводит его в секретную лабораторию Мэгги Уолш. Райли узнаёт о финальной стадии эксперимента, в которой Адам собирается приступить к созданию существ по своему образу и подобию. Тем временем Баффи удаётся разгадать интригу Спайка и она находит взаимопонимание со своими друзьями. Теперь Истребительница должна предупредить руководство «Инициативы» о грозящей опасности — Адам собирается устроить настоящую резню в комплексе, чтобы получить достаточно материала для создания своей армии. В то время, как чиновники в Пентагоне решают закрыть проект «Инициатива», Истребительница вампиров готовится сразиться с кибернетическим монстром, используя первобытную силу своих предшественниц. Уиллоу, Ксандер и Джайлз объединяют свои силы для создания могущественного и опасного Заклятья Изначальности, которое должно наделить Баффи огромной мощью. |            |                                                            |                   |                                             |                 |             |                     |
| 78 | 22         | «Беспокойство» «Restless»                                  | Джосс Уидон       | Джосс Уидон                                 | 23 мая 2000     | 4ABB22      | N/A                 |
| В то время как Райли уезжает на правительственный допрос, связанный с выяснением событий, произошедших в «Инициативе», Баффи вместе с Джайлзом, Уиллоу и Ксандером засыпает крепким сном. Друзьям снятся очень разные и очень странные сны, которые объединяют только две вещи — странный человек с сыром и загадочное первобытное существо, которое охотится на Уиллоу, Ксандера, Джайлза и Баффи. Однако вскоре Истребительница понимает, что неуловимое существо является нечто большим, нежели простым ночным кошмаром. |            |                                                            |                   |                                             |                 |             |                     |